# 피에리아현
피에리아(그리스어: Πιερία)는 그리스 마케도니아 지방에 있는 현으로 중앙마케도니아 주에 속한다. 중심 도시는 카테리니이다. 피에리아 현은 마케도니아에서 가장 작은 현이다. 이 현의 지명 '피에리아'는 피에리스라는 고대 부족 및 고대 국가에서 기원하였다. 피에리아에는 디오, 피드나, 플라타모나스 등 유적지가 많다. 그리스에서 가장 높은 산이자 그리스 신화의 신들이 있었다는 올림포스 산은 피에이라 남쪽 지역에 자리잡고 있다. 그 밖에 고대 도시로는 레이베트라, 핌플리아 등이 있다. 